# Morgan State University
La Morgan State University, ex Centenary Biblical Institute (1867-1890), Morgan College (1890-1939) Morgan State College (1939-1975), è situata nella zona residenziale di Baltimora, nel Maryland. La Morgan è un college storicamente nero ed è designata "public urban university" (università pubblica urbana) del Maryland. La Morgan è la più grande HBCU (Historically Black Colleges and Universities) nello Stato del Maryland. Come università pubblica urbana del Maryland, la Morgan si impegna a fornire possibilità di istruzione superiore a tutte le persone indipendentemente dalle loro condizioni socio-economiche. Anche se è un ente pubblico, la Morgan non è parte dell'University System of Maryland; la scuola ha scelto di non entrare a far parte del sistema, ha un proprio governo che si chiama Board of Regents.

## Storia
La Morgan è stata fondata nel 1867 col nome di Centenary Biblical Institute, un seminario della Methodist Episcopal Church per formare i giovani nel ministero sacerdotale. Al momento della sua morte, Thomas Kelso, cofondatore e presidente del consiglio di amministrazione, sovvenzionò il Male Free School and Colored Institute con un lascito del suo patrimonio.
In seguito ampliò la sua missione di preparazione di insegnanti anche alle donne. La scuola fu ribattezzata Morgan College nel 1890 in onore del reverendo Lyttleton Morgan, il primo presidente del suo Consiglio di Amministrazione, che aveva donato un terreno al college.
Nel 1915 Andrew Carnegie diede alla scuola un contributo di 50.000 $ per realizzare un edificio accademico centrale. I termini della concessione includevano l'acquisto di una nuova sede per il college, il pagamento di tutte le obbligazioni e la costruzione di un edificio con il suo nome. Il college rispettò le condizioni e si trasferì nella sede attuale nel nord-est di Baltimora nel 1917. Esplose poi una polemica: nel 1918 la comunità bianca di Lauraville era infuriata perché la proprietà Ivy Mill, dove la Morgan doveva essere costruita, era stata venduta a un college nero. Tentarono di revocare la vendita presentando un'azione legale alla corte di Towson, che la respinse. Fecero ricorso alla Court of Appeals of Maryland. Il giudice d'appello confermò la decisione della corte inferiore, non trovando fondamento alla contestazione che l'ubicazione del college in questa posizione sarebbe stato di disturbo per la quiete pubblica. Nonostante alcune minacce e diverse manifestazioni contro il progetto, al Morgan College venne concesso di costruire il nuovo sito e poi di espandersi. La Carnegie Hall, il più antico edificio originale presente nel campus, fu eretto un anno dopo.
La Morgan rimase un'istituzione privata fino al 1939. In quell'anno, lo Stato del Maryland acquistò la scuola in risposta ad uno studio dello Stato del Maryland che ritenne di dover fornire maggiori opportunità ai cittadini di colore. Il Morgan College divenne Morgan State College. Nel 1975 la Morgan aggiunse alcuni programmi di dottorato e il suo Consiglio di Amministrazione presentò una petizione all'assemblea legislativa del Maryland per ottenere lo status di Università.
La scuola ha subito vari restauri, tra cui la costruzione di un nuovo edificio sede di varie strumentazioni multimadiali (Communications Building & Bridge), una nuova sede per le organizzazioni studentesche, un nuovo garage e una nuova biblioteca. Il Carl J. Murphy Fine Arts Center è anche diventato un luogo molto utilizzato per rappresentazioni teatrali e concerti che si tengono a Baltimora e la sede di un museo di arte afroamericana.

## Didattica
Alla Morgan si possono conseguire il Bachelor's degree, il Master e il Dottorato di Ricerca. Più di 6.600 studenti sono gli iscritti.
Recentemente, l'accento è stato posto sull'orientamento urbano dell'università. Questa enfasi è stata inserita nei programmi universitari.

A livello di laurea, l'università offre il Master of Arts in:
- African American studies (studi afroamericani)
- Economics (scienze economiche)
- English (letteratura inglese)
- History (storia)
- International studies (studi internazionali)

- Mathematics (matematica)
- Music (musica)
- Museum studies and historical preservation (studi museali e preservazione del patrimonio storico)
- Sociology (sociologia)
- Teaching (didattica)

Il Master of Business Administration è offerto in:
- Accounting (contabilità, ragioneria)
- Finance (scienza delle finanze)
- Hospitality management
- Information systems

- International business (affari internazionali)
- Management and marketing
- Taxation

Il Master of Science è offerto in:
- Bioinformatics (bioinformatica)
- Educational administration and supervision
- Elementary and middle school education
- Psychometrics (psicometria)

- Science (scienze)
- Sociology (sociologia)
- Telecommunications (telecomunicazioni)
- Transportation (trasporti)

Il Master of Science, corso di laurea in scienze, è offerto in biologia, chimica e fisica.
Master professionali sono offerti in: 

- Architecture (architettura)
- City and regional planning
- Engineering (ingegneria)

- Landscape architecture
- Public health
- Social work

Il Doctor of Education è disponibile in:
- Community college leadership
- Mathematics education

- Science education
- Urban educational leadership

Il Doctor of Philosophy è offerto in:
- Bioenvironmental science
- Business administration
- English

- Higher education
- History
- Psychometrics

Il Doctor of Engineering è offerto in ingegneria civile, elettrica e industriale.
Inoltre offre il Doctor of Public Health, master e dottorato in social work.

### Iscrizioni
Dei circa 6.000 studenti non laureati e 616 laureati che frequentano la Morgan, circa il 35% provengono da fuori del Maryland; tra questi molti da paesi stranieri e la maggior parte da New York, New Jersey e Pennsylvania.

### Scuole e colleges
L'università gestisce nove college, scuole e istituti.
| - College of Liberal Arts - School of Business and Management - School of Education and Urban Studies - School of Engineering - School of Computer, Mathematical, and Natural Sciences - School of Graduate Studies - School of Architecture and Planning - School of Community Health and Policy - Estuarine Research Center |

### College of Liberal Arts
Il College of Liberal Arts è la più grande divisione accademica dell'università. Oltre ad una vasta gamma di corsi di laurea, offre anche gran parte dei corsi General Education Requirements. Il College of Liberal Arts offre dodici programmi di laurea che portano al Bachelor of Arts (BA) e al Bachelor of Science (BS). Offre il Bachelor of Arts (BA) in: Economics (scienze economiche), English (letteratura inglese), Fine Art (belle arti), History (storia), Music (musica), Philosophy (filosofia), Political Science (scienze politiche), Sociology (sociologia), Speech Communication (oratoria), Telecommunications (telecomunicazioni), and Theater Arts (arti teatrali).
Offre il Bachelor of Science in: Economics (economia), Psychology (psicologia) e Telecommunications (telecomunicazioni). 
Il College of Liberal Arts offre minor in quindici discipline: African Studies (Interdisciplinary), Anthropology (antropologia), Criminal Justice (giustizia penale), East Asian Studies (Interdisciplinary), English, Environmental Studies (Interdisciplinary), World Languages and International Studies, Gender Studies (Interdisciplinary), Geography, History, Journalism, Museum Studies (Interdisciplinary), Music, Philosophy, Pre-Law, Religious Studies, Sociology e Speech.

### School of Business and Management
La Earl Graves School of Business and Management (SBM) è così chiamata in onore dell'alunno Earl G. Graves Sr., classe 1958, e si trova nel McMechen Hall, nel centro accademico del campus. Costruito nel 1972, fu ristrutturato nel 1996 dotandolo di moderne aule, laboratori e uffici. McMechen Hall, prende il nome da George W.F. McMechen, primo laureato della Morgan nel 1895. La School of Business and Management offre il Bachelor of Science in Accounting (contabilità), Finance (finanza), Business Administration (economia aziendale), Marketing, Human Resource Management, Hospitality Management e Information Science and Systems; un Master in Business Administration e un dottorato di ricerca in Business Administration.

### School of Education and Urban Studies
La School of Education and Urban Studies è situata nel Jenkins Behavioral Science Building. La scuola offre programmi in Family and Consumer Sciences, Health (educazione sanitaria), Physical Education & Recreation (educazione fisica e tempo libero), Social Work (Mental Health, Gerontology) (assistenza sociale) e Teacher Education & Administration (Elementary Education, Secondary Education).
Inoltre, sono offerti corsi presso il Center for Excellence in Mathematics and Science Education (C.E.M.S.E.). Corsi a livello Master sono offerti in Educational and Administration Supervision e in Art of Teaching.

### School of Engineering
La School of Engineering ha aperto la sua prima classe a partire dal 1984. I primi laureati risalgono al 1988. Eugene M. DeLoatch, è il primo Preside della Facoltà di Ingegneria. Accettò l'incarico e lasciò la Howard University, dove era stato il presidente del Dipartimento di Ingegneria Elettrica.
La Morgan State University, School of Engineering ha l'accreditamento ABET (Accreditation Board for Engineering and Technology) per i programmi di laurea in ingegneria civile, ingegneria elettrica e informatica, e Industrial Manufacturing Information Engineering. La scuola offre anche corsi di laurea che conferiscono il Master of Engineering Degree, il Doctor of Engineering Degree e il Master of Transportation Degree.
Nel 1991 alle strutture della scuola è stato aggiunto l'edificio Clarence M. Mitchell Jr., che mette a disposizione 3.300 m² (35.000 piedi quadri) con sedici laboratori didattici e cinque laboratori di ricerca. Il William Donald Schaefer Building, un nuovo edificio di 3.700 m² (40.000 piedi quadri), è stato completato nel mese di aprile 1998. In esso sono disponibili laboratori didattici, aule, una sala per studenti, laboratori di ricerca e una biblioteca di 200 m² (2.200 piedi quadri). La Morgan State University School of Engineering laurea più di due terzi degli ingegneri civili afroamericani dello Stato, il 60 per cento degli ingegneri elettrotecnici afroamericani; l'80 per cento degli specialisti di telecomunicazioni afroamericani; più di un terzo dei matematici afroamericani, tutti i tecnici industriali e fisici afroamericani del Maryland. Negli ultimi dieci anni quasi un terzo degli studenti di ingegneria di colore migliori della nazione si sono laureati in istituzioni storicamente nere, come la Morgan.

### School of Architecture and Planning
La Scuola di Architettura e Pianificazione ha tre corsi di laurea: Architecture, Landscape Architecture, City & Regional Planning (pianificazione della città e del territorio) che preparano gli studenti ad affrontare le sfide connesse con l'ambiente urbano e la sua integrazione con l'ambiente naturale. L'obiettivo è di collegare domini ambientali (modelli naturali e interazioni), economici (modelli finanziari) e sociali (umani, culturali e spirituali) in relazione alla pratica professionale di pianificazione, progettazione e amministrazione. L'istruzione alla Morgan è diretta verso un ambiente urbano sostenibile, che sia bello, umano, socialmente appropriato e rigenerante.

### Biblioteca
La Soper Library possiede oltre 660.000 volumi, incluse le opere in collezioni speciali. Una tale raccolta comprende libri sull'Africa, in particolare quella subsahariana. La collezione afroamericana è un corpo di libri di importanza storica e moderni di e su afroamericani e comprende documenti e cimeli di persone come il defunto P. Scott Emmett, segretario di Booker T. Washington e Arthur J. Smith, che è stato associato con la Far East Consular Division del Dipartimento di Stato. La Forbush Collection, chiamata così da Bliss Forbush, è composta da materiali associati con i Quaccheri e la schiavitù. La Martin D. Jenkins Collection è stata acquisita nel 1980. Insieme, queste collezioni forniscono sia una visione contemporanea che storica degli afroamericani in materia di istruzione, servizio militare, politica e religione.

## Vita e attività studentesche

### Strutture residenziali
Circa 2.000 studenti sono ospitati in residenze tradizionali, due alti edifici e tre complessi di appartamenti.
Baldwin, Cummings, Harper/Tubman e O'Connell sono in stile tradizionale.
- Baldwin (per studenti delle ultime classi)
- Cummings (studenti che seguono Honors Program)[31]
- Harper/Tubman (studentesse Honors Program)
- O'Connell Hall (studenti matricole)

Blount Towers (studentesse) e Rawlings Hall (studenti delle ultime classi) sono edifici alti (da sei a otto piani). Thurgood Marshall (studenti e studentesse delle ultime classi) è un complesso di appartamenti situato all'interno del campus. Morgan View Apartments e Marble Hall Gardens sono appartamenti per studenti delle ultime classi in stile residenziale situati in complessi poco distanti dal campus.

### Attività sportive
Le squadre di atletica della Morgan sono conosciute come Bears (orsi) e si trovano a competere nella Mid-Eastern Athletic Conference (MEAC).
Dal 1930 agli anni 1960, guidate dall'allenatore e poi direttore atletico Edward P. Hurt, le squadre della Morgan erano leggendarie. Più di trenta dei suoi giocatori di football furono selezionati per giocare nella National Football League (NFL) e molti dei suoi atleti gareggiarono a livello internazionale. Entro la fine degli anni sessanta la maggior parte dei college e università bianche posero fine alla loro segregazione contro gli studenti di colore delle scuole superiori e molti studenti e atleti neri iniziarono a iscriversi nelle scuole dove solo un decennio prima erano stati esclusi. Mentre si raggiungeva un obiettivo nazionale della desegregazione, l'integrazione sottrasse forze atletiche a scuole come la Morgan e la Grambling State University. Ad esempio, la gara annuale tra Morgan e Grambling giocata a New York City negli anni sessanta attirava più di 60.000 spettatori. Oggi, le due squadre anche nelle partite in casa e quando giocano l'una contro l'altra raramente attirano 10.000 tifosi, con l'eccezione dell'homecoming game, la partita in occasione del rientro a scuola.

#### Lacrosse
Nel 1975, la Morgan divenne famosa per la sua squadra di lacrosse. Il lacrosse, era uno sport che, fino ad allora, era stato dominato dagli atleti bianchi; i giocatori di colore delle scuole superiori nel Maryland e New York avevano ancora dei problemi ad entrare nelle scuole dei bianchi. La Morgan è stata la prima (e fino alla fine del XXI secolo l'unica) università storicamente nera a mettere in campo una squadra di lacrosse.

Diversi membri di quel team ora sono allenatori di lacrosse in scuole superiori locali. Tony Fulton e Curt Anderson sono stati eletti alla Maryland House of Delegates. Miles Harrison e l'allenatore Howard "Chip" Silverman hanno collaborato al libro Ten Bears, da cui sarà tratto un film.
Nel 2005, gli studenti hanno organizzato un club che gioca lacrosse con altri club di college, ma la squadra deve ancora qualificarsi per essere autorizzata NCAA. L'Università non consentirà alla nuova squadra di utilizzare i suoi campi o strutture. La squadra ha giocato più di venti partite negli ultimi tre anni, la maggior parte in trasferta perché ai Bears manca un campo di casa, spogliatoi o servizi per la squadra ospitata.

#### Pallacanestro
Nel 2009, la squadra di pallacanestro della Morgan State ha vinto la stagione regolare del torneo e i play-off del campionato MEAC (Mid-Eastern Athletic Conference) e si è qualificata per il 2009 nella I divisione di pallacanestro maschile NCAA. Nel loro primo torneo, i 15 Bears, testa di serie, persero nel settembre 2008 con la squadra maschile degli Oklahoma Sooners per 82-54 nel primo turno del South Regional.
Nel 2010, gli uomini del basket team della Morgan State Morgan hanno vinto nuovamente la stagione regolare del torneo e i play-off del campionato MEAC e si sono qualificati per il 2010 nella prima divisione di pallacanestro maschile NCAA e si sono qualificati per la NCAA Men's Division I di pallacanestro del 2010, di nuovo come 15 testa di serie. La Morgan perse con la West Virginia University nel primo turno con un punteggio di 77-50.

#### Athletic Hall of Fame
Più di duecento atleti, uomini e donne, sono entrati nella Hall of fame della Morgan State University. Tra essi il giocatore di football americano Leroy Kelly e l'allenatore dei Ten Bears, leggendario team di lacrosse, Howard Burton "Chip" Silverman.

### Il coro
Il coro della Morgan State University, che è stato guidato per più di tre decenni dal compianto Nathan Carter, celebrato direttore, compositore e arrangiatore, è uno dei cori universitari più prestigiosi della nazione. I gruppi che lo compongono includono l'University Choir, che è formato da oltre 140 voci, e i Morgan Singers (circa 40 voci). La maggior parte del repertorio è costituito da classico, gospel, musica popolare contemporanea, ma il coro è noto anche per la sua cura nella preservazione del patrimonio di spiritual, in particolare nelle interpretazioni storiche.
Il Morgan State University Choir si è esibito per il pubblico di tutto gli Stati Uniti e in tutto il mondo, tra cui le Bahamas, Isole Vergini, Isole Canarie, Canada, Africa, Asia ed Europa. La loro più recente apparizione internazionale era a San Pietroburgo, in Russia su invito del maestro Jurij Temirkanov, direttore musicale della Baltimore Symphony Orchestra. In Russia, il Coro si è esibito nel 5° International Festival Arts Square ed è stato accolto con entusiasmo dal pubblico russo.
Il Coro è apparso in numerose occasioni al John F. Kennedy Center for the Performing Arts di Washington, al Lincoln Center e alla Carnegie Hall (New York), anche con opere in prima assoluta come "Poem on His Birthday" di John Corigliano, "Too Hot to Handel", arrangiato dai compositori di Broadway Bob Christianson e Gary M. Anderson e "African Portraits" di Hannibal Lokumbe, diretto da Leonard Slatkin, nel corso del Kennedy Center's African Festival.
Uno dei momenti storici più significativi del coro è stata la possibilità di cantare sotto la direzione di Robert Shaw, che dirigeva l'Orchestra of St. Luke's, con la partecipazione di Jessye Norman e altri alla Carnegie Hall nel centenario della nascita di Marian Anderson (1997).
Un altro importante traguardo storico avvenne nella stagione 1996-1997 con il "Silver Anniversary Concert", trasmesso in tutto lo Stato del Maryland. Il concerto fece vincere tre premi Emmy alla Maryland Public Television (MPT). La MPT continua a trasmettere questa prestazione su richiesta degli utenti.
Noto per la qualità delle prestazioni, il Coro ha probabilmente più presenze annuali con le maggiori orchestre degli Stati Uniti rispetto a qualsiasi altro coro universitario. Ad esempio, la stagione 1998-1999 include esecuzioni con la National Symphony Orchestra degli Stati Uniti, la New York Philharmonic, l'Orchestra di Filadelfia, la Buffalo Symphony Orchestra, la Baltimore Symphony Orchestra e la Knoxville Symphony Orchestra. 
Durante la stagione 1999-2000, il Coro compare con la New York Philharmonic Orchestra in un lavoro recentemente commissionato per il millennio, "All Rise", di Wynton Marsalis. 
Il Coro ha ripresentato "All Rise" a Praga, nell'ottobre del 2000 e lo ha registrato con la Lincoln Center Jazz Orchestra, la Los Angeles Philharmonic e, nel 2003, ha inciso il pezzo a Parigi. 
Nel dicembre 2003 il coro "Ritratti africana" con la Sinfonica di Baltimora al Concerto di Gala per il Reginald F. Lewis Museum of Maryland African American History & Culture.
Nel numero del maggio 2004, il Reader's Digest poneva il Morgan State University Choir come "Best College Choir" nella sua lista dei "America's 100 Best".
Nel gennaio 2005, sotto la guida del Dr. Eric Conway, il coro ha eseguito la Sinfonia n. 2 "Lobgesang"' di Felix Mendelssohn, con la Baltimore Symphony Orchestra, oltre a ripetere l'esecuzione presso il Dipartimento di Stato su invito personale del segretario di Stato Condoleezza Rice con grande successo. 
Più recentemente, il Morgan State University Choir fu convocato per onorare Rosa Parks, l'umile sostenitrice del movimento per i diritti civili, prima donna le cui spoglie furono ospitate per la cerimonia funebre nella rotonda del Campidoglio.
Nel luglio 2006, il Coro si recò a Praga, Repubblica Ceca, per due concerti con il maestro Paul Freeman. 
Nel novembre 2006 la Morgan State Choir partecipò a un concerto che celebrava il bicentenario e la riapertura della Concattedrale di Baltimora.
Il Morgan State University Choir ha condiviso le sue doti musicali su molti stadi grande in tutto il mondo - con numerosi dignitari e interpreti celebri - rendendoli ambasciatori culturali per Morgan State University, la città di Baltimora, e lo Stato del Maryland. 
Ogni anno, il Coro conclude la sua stagione con l'annuale Concerto di Primavera, con un vasto pubblico che partecipa con entusiasmo.
Il Coro Universitario è stato recentemente in Ghana, su invito degli alunni della Morgan e dell'ambasciatrice Usa in Ghana, signora Pamela Bridgewater. Si sono esibiti in varie grandi città tra cui Accra, Kumasi e Sekondi-Takoradi.
Il 24 novembre 2008 i membri del coro, sono apparsi con la cantante country Faith Hill, nel programma della NBC Today.
Hanno anche fatto le apparizioni al David Letterman Show e nel Natale del Rockefeller Center 2008. 

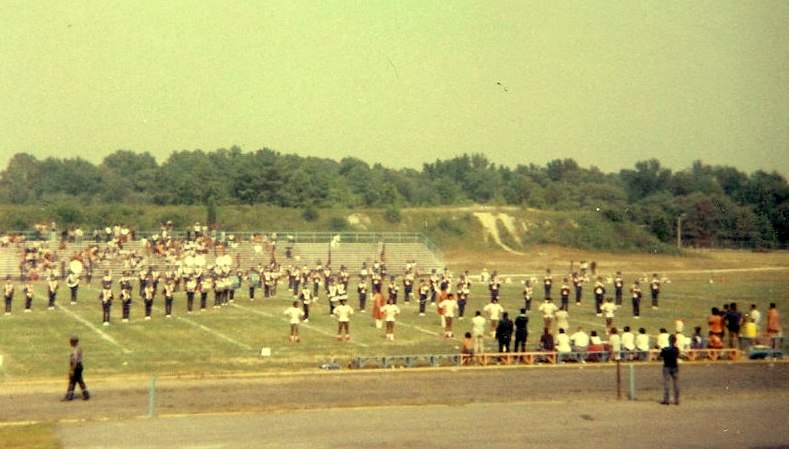
La Morgan State University Marching Band (foto del 1977).

Il 20 gennaio 2009 il coro si è esibito presso il War Memorial Plaza nel centro di Baltimora in occasione della tappa del tour di Barack Obama per la presidenza.

### La banda
La Morgan State University Band Program è composta da sei formazioni: la marching band, la banda sinfonica, la banda sinfonica con strumenti a fiato, la pep band, il jazz ensemble e il jazz combo.
Autodefinitasi Magnificent Marching Machine, la marching band si è esibita durante le partite di football della Morgan, partite della National Football League, inaugurazioni presidenziali, World Series e ha fatto apparizioni nelle televisioni locali e regionali.
La banda ha anche fatto un cameo nel film del 2003 Head of State ed è apparsa in The Skyshow, uno show televisivo con Tom Joyner.

### Associazioni Greek letter
La Morgan State University ha sezioni di ciascuna organizzazione del Pan-Hellenic Council.
| Organizzazione                  | Nome della sezione |
| ------------------------------- | ------------------ |
| Alpha Phi Alpha Fraternity Inc. | Beta Alpha         |
| Alpha Kappa Alpha Sorority Inc. | Alpha Delta        |
| Kappa Alpha Psi Fraternity Inc. | Alpha Iota         |
| Omega Psi Phi Fraternity Inc.   | Pi                 |
| Delta Sigma Theta Sorority Inc. | Alpha Gamma        |
| Phi Beta Sigma Fraternity Inc.  | Gamma              |
| Zeta Phi Beta Sorority Inc.     | Gamma              |
| Sigma Gamma Rho Sorority Inc.   | Beta Tau           |
| Iota Phi Theta Fraternity, Inc. | Alpha              |

La Morgan ospita varie altre associazioni di solidarietà studentesche. Queste sono parte del Council of Independent Organizations (CIO).
| Organizzazione                                                 | Nome della sezione    |
| -------------------------------------------------------------- | --------------------- |
| Alpha Nu Omega Fraternity Inc.                                 | Alpha                 |
| Alpha Nu Omega Sorority Inc.                                   | Alpha                 |
| Groove Phi Groove Social Fellowship Inc.                       | Mother Bear           |
| Kappa Kappa Psi National Honorary Band Fraternity Inc.         | Eta Gamma             |
| Malaika Kambe Umfazi Sorority, Inc.                            | Njeri Zubari Queendom |
| National Society of Pershing Angels Sorority Inc.              | Company J-8-5         |
| National Society of Pershing Rifles Fraternity Inc.            | Company J-8           |
| Phi Mu Alpha Sinfonia Fraternity of America Inc.               | Pi Eta                |
| Sigma Alpha Iota International Music Fraternity for Women Inc. | Kappa Xi              |
| Swing Phi Swing Social Fellowship Inc.                         | Marali Nubia Bear     |
| Tau Beta Sigma National Honorary Band Sorority Inc.            | Epsilon Omega         |